# Візна (гміна)
Гміна Візна (пол. Gmina Wizna) — сільська гміна у східній Польщі. Належить до Ломжинського повіту Підляського воєводства.
Станом на 31 грудня 2011 у гміні проживало 4344 особи.

## Територія
Згідно з даними за 2007 рік площа гміни становила 133.05 км², у тому числі:
- орні землі: 82.00%
- ліси: 10.00%

Таким чином, площа гміни становить 9.83% площі повіту.

## Населення
Станом на 31 грудня 2011:
| Опис     | Загалом | Загалом | Чоловіки | Чоловіки | Жінки | Жінки |
| -------- | ------- | ------- | -------- | -------- | ----- | ----- |
| одиниця  | осіб    | %       | осіб     | %        | осіб  | %     |
| все      | 4344    | 100     | 2186     | 50.32    | 2158  | 49.68 |
| міське   | 0       | 100     | 0        |          | 0     |       |
| сільське | 4344    | 100     | 2186     | 50.32    | 2158  | 49.68 |

## Сусідні гміни
Гміна Візна межує з такими гмінами: Єдвабне, Завади, Ломжа, Пйонтниця, Руткі, Тшцянне.